# Sara Begner
Sara Begner är en svensk kock, näringfysiolog och näringsterapeut, som äger företaget Sund matlust. Hon har medverkat bland annat i SVT-programmen Toppform och Saras kök.
Sara Begner är sedan januari 2008 chef för Coop Provkök. Som chef Coop Provkök har hon bland annat ansvar för att utveckla nya recept för Coops samtliga kedjor, för intern utveckling och utbildning för medarbetare inom Coop. Sara Begner har även gett ut ett flertal kokböcker tillsammans med Coops provkök.
Hon har också medverkat i FC Z, där hon kom i konflikt med deltagarna på grund av sin avokadodrink.